# Henrique II, Príncipe de Condé
Henrique II de Bourbon-Condé (Saint-Jean-d'Angély, 1 de setembro de 1588 – Paris, 26 de dezembro de 1646), terceiro príncipe de Condé, filho de Henrique I de Bourbon-Condé e de Carlota de La Trémoille.

## Biografia
Depois do assassinato de seu pai, quando ele tinha apenas um ano, sua educação ficou a cargo do primo do falecido, o rei de França Henrique IV.
A morte do rei, em 1610, leva a esposa deste, Maria de Médici a regência. Durante este período o príncipe Henrique forma alianças contra o governo. Para acabar com isso, a Regente, aceita sua entrada no Conselho da Regência. Mas as exigências de Condé, tornam-se tão absurdas que em 1 de setembro de 1616, ele finalmente é preso e conduzido à Bastilha, por ordem da Regente. Mais tarde ele foi solto pelo novo rei, Luís XIII de França, e tornou-se um de seus mais fieis assessores.
Casou-se com Carlota Margarida de Montmorency - filha de Henrique I de Montomorency. O casamento originou três filhos, todos eles protagonistas ativos na Fronda:
- Ana Genoveva de Bourbon-Condé (1619-1679);
- Luis II, duque de Enghien (1621-1686), sucessor de seu pai como Príncipe de Condé;
- Armando, Príncipe de Conti (1629-1666), origem do ramo de Conti.